# Alessandro Pesenti-Rossi
Alessandro Pesenti-Rossi (Bergamo, 31 agosto 1942) è un pilota automobilistico italiano di Formula 1.
Debutta in Formula 1 nel Gran Premio di Germania 1976 all'età di 33 anni e 336 giorni con una Tyrrell privata. Si qualifica per 3 gare tagliando sempre il traguardo.
Ha gareggiato anche in Formula 2 e nel campionato italiano di Formula 3.

## Carriera
Pesenti-Rossi cominciò a gareggiare negli anni settanta, prendendo parte al campionato italiano di Formula 3. Durante l'anno del suo debutto, il 1972, ottenne una vittoria e giunse terzo in classifica generale. Dopo essere rimasto alcuni anni nella categoria, conseguendo tra l'altro alcuni successi, e un tredicesimo posto nella Targa Florio del 1974, decise nel 1976 di debuttare in Formula 1, mentre allo stesso tempo prendeva parte ad alcune gare di Formula 2. Formò quindi una propria scuderia, la Gulf Rondini, che prendeva il nome dei suoi finanziatori, e acquistò una vecchia Tyrrell 007. Partecipò a quattro Gran Premi, pur mancando la qualificazione al Gran Premio d'Olanda, ottenendo come miglior risultato un undicesimo posto in Austria.
Terminata l'esperienza nella massima serie automobilistica l'anno seguente si dedicò completamente alla Formula 2, ottenendo il suo unico podio nella categoria in una gara in Germania. A fine stagione sparì dall'automobilismo professionistico.

## Risultati in Formula 1
| 1976 | Scuderia     | Vettura     |  |  |  |  |  |  |  |  |  |    |    |    |    |  |  |  | Punti | Pos. |
| ---- | ------------ | ----------- |  |  |  |  |  |  |  |  |  | -- | -- | -- | -- |  |  |  | ----- | ---- |
| 1976 | Gulf Rondini | Tyrrell 007 |  |  |  |  |  |  |  |  |  | 14 | 11 | NQ | 18 |  |  |  | 0     |      |

| Legenda | 1º posto     | 2º posto | 3º posto    | A punti         | Senza punti/Non class.  | Grassetto – Pole position Corsivo – Giro più veloce |
| Legenda | Squalificato | Ritirato | Non partito | Non qualificato | Solo prove/Terzo pilota | Grassetto – Pole position Corsivo – Giro più veloce |